# Otto Christopher von der Howen

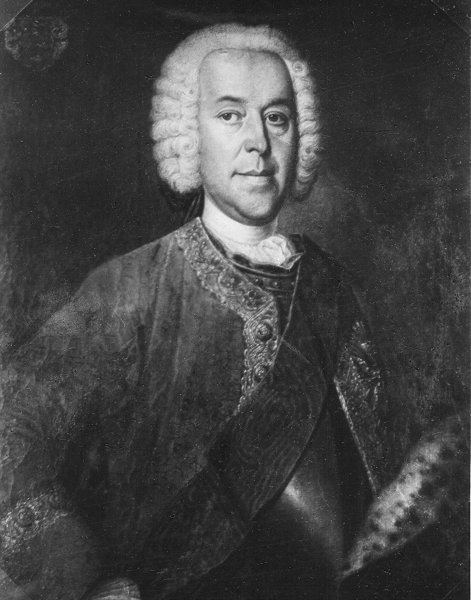
Otto Christopher von der Howen (L. Schorer pixit)

Otto Christopher von der Howen (* 19. November 1699 in Bredenfeld (Kurland); † 27. November 1775 in Mitau) war Landesbeamter und Landespolitiker im Herzogtum Kurland und Semgallen. Als Erbherr gehörten ihm die kurländischen Güter Bredenfeld und Würzau.

## Leben

### Familie und Jugend
Otto Christopher von der Howen entstammte der indigenen kurländischen Familie von der Howen. Seine Eltern waren George Heinrich von der Howen, kgl. polnischer Kornett, und Dorothea Elisabeth von Schilling aus dem Hause Krussen (Kurland). Er studierte in Königsberg (Preußen) (1718) und Halle (Saale) (1721).

### Kurländische Ämter
Von 1729 bis 1734 war von der Howen Semgallischer Kirchenvisitator; von 1730 bis 1732 Landesbevollmächtigter. Als Landbotenmarschall leitete er 1730 den Kurländischen Landtag. Von 1734 bis 1742 diente er als Hauptmann in Bauske, von 1742 bis 1746 war er Oberhauptmann in Goldingen.
Ab 1746 gehörte er zu den vier Oberräten, die das Land regierten und den Herzog bei Abwesenheit zu vertreten hatten, zunächst als Landmarschall, ab 1748 als Oberburggraf, ab 1758 als Kanzler. 1759 übertrug ihm Herzog Karl von Sachsen mit dem Amt des Landhofmeisters weitgehende innenpolitische Vollmachten. Als Herzog Karl 1763 zur Abdankung gezwungen wurde, verweigerte Otto Christopher von der Howen dem künftigen Herzog Ernst Johann von Biron die Huldigung und wurde daraufhin abgesetzt. 1767 wurde er wieder als Landhofmeister eingesetzt und hatte dieses Amt bis zu seinem Tode 1775 inne.
1765 und 1767 vertrat er als Landesdelegierter die Interessen der Kurländischen Ritterschaft beim Oberlehnsherrn in Warschau. Otto Christopher von der Howen erhielt den Titel des Kgl. polnischen und Kursächsischen Kabinettministers. Ihm wurde der Weiße Adlerorden verliehen, das höchste Ehrenzeichen der Ersten Republik Polen.

### Ehe und Nachkommen
Otto Christopher von der Howen heiratete am 14. März 1732 Elisabeth Dorothea von Mirbach, die Tochter des kurländischen Landhofmeisters Heinrich George von Mirbach (* 1674; † 1736) und seiner Gemahlin Louise Charlotte von Brackel (* 1676; † 1728). Ihr Sohn Otto Hermann von der Howen (1740–1806) spielte eine bedeutende und teilweise umstrittene politische Rolle. Er setzte 1795 die Abdankung des Herzogs Peter von Biron und die bedingungslose Unterwerfung Kurlands unter die russische Herrschaft durch.